# Попово Поле

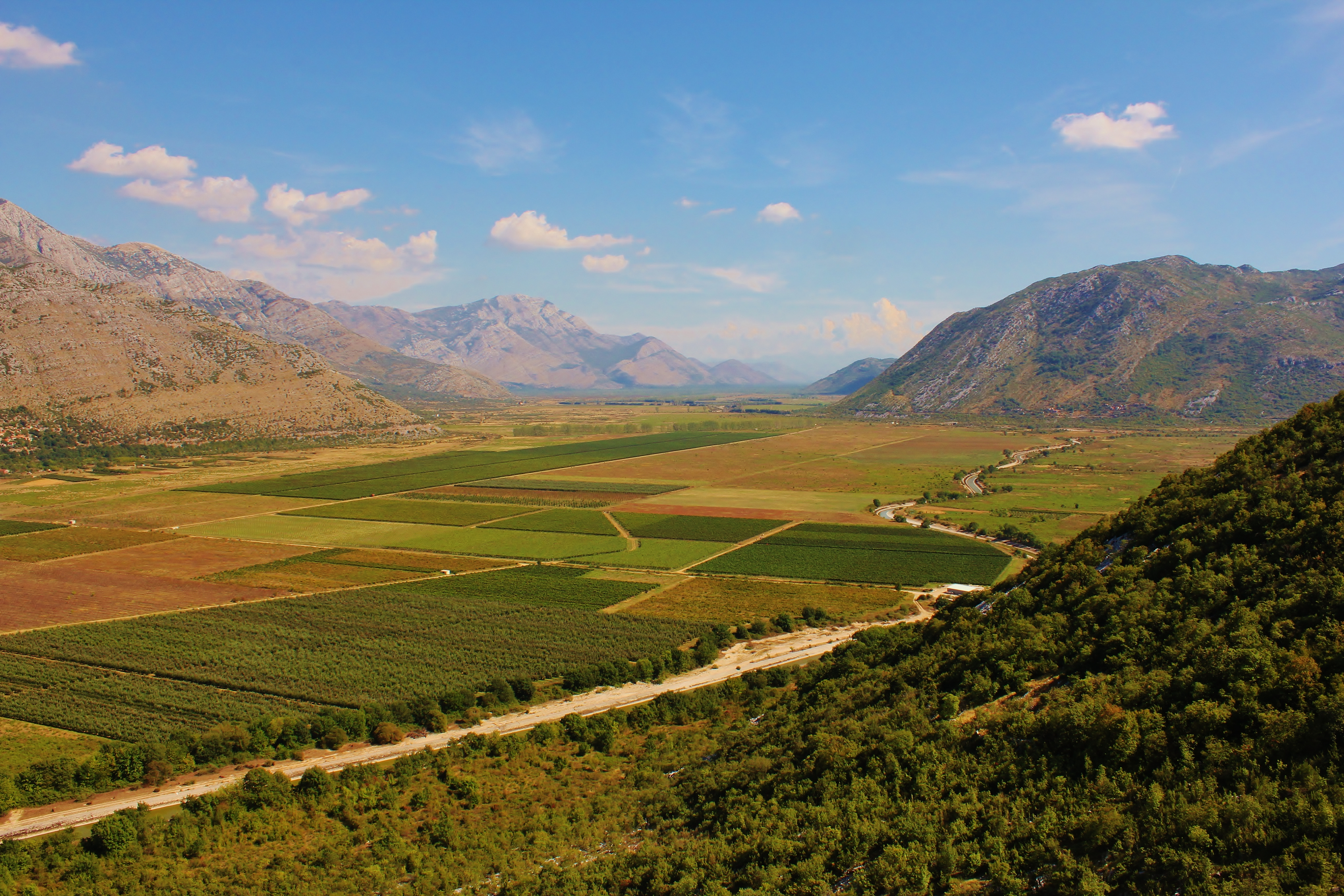
Попове поле

Попове поле (сербохорв. Popovo polje, Popovo, Popovska vala) — карстове поле на півдні Боснії і Герцоговини.
Довжина поля становить 31 км, ширина 1,5 км. Площа — 181 км². Попове поле належить до найнижчих ділянок Герцеговинського плато з висотами 200—250 м над рівнем моря. Від Андріатичного моря відділене карстовим плоскогір'ям завширшки до 15 км.
Полем тече річка Требішниця. На річці побудовані водосховища та гідроелектростанції.
У регіоні добре розвинене садівництво, виноградарство, а також вирощують пшеницю, кукурудзу, тютюн.
Вперше про Попове Поле згадано в «Літописі попа Дукляніна» XII століття. В дубровницьках документах XIII—XIV століття фігурує назва як лат. Papaua, Papoa. Під слов'янською назвою «Попове» зустрічається в грамоті князя Мирослава.